# イシクラゲ
イシクラゲ（石水母、学名: Nostoc commune）は、ネンジュモ属に属する陸生藍藻の1種である。多数の細胞糸が寒天質基質に包まれた群体を形成し、芝生や土壌、コンクリート上に生育している（図1）。食用とされることもある。本種はネンジュモ属 (Nostoc) のタイプ種である。世界中に分布しており、種小名の「commune」は「普遍的」であることに由来する。
イシクラゲは日本では身近な存在であり、古くから食用にされてきたこともあり、イワキクラゲ (岩木耳)、カモガワノリ（鴨川苔）、キブネノリ（貴船苔）、シラカワノリ（白川苔）、アネガワクラゲ（姉川水母）、モーアーサ（毛アオサ、毛は芝生の意味）、ハタカサ（畑アオサ） など様々な別名・地方名がある。

## 特徴
多数のトリコーム（細胞糸）が寒天質基質に埋没した藻塊（群体）を形成する。群体ははじめ球形であるがすぐに扁平になり、表面は不規則にしわがよって不定形に広がる（下図2a, b）。直径30センチメートル (cm) 程度になることもある。比較的丈夫なゼラチン質であり、吸水すると膨潤し青緑色から黄褐色になり目立つが（下図2a, b）、乾くと黒く皮革状になり、手で揉むと小片や粉末状に壊れる。このような乾燥状態でも死んではおらず、仮死状態で生存している（クリプトビオシス、変水性）。87年間乾燥状態で保存されていたイシクラゲの標本に水分を与えたところ、増殖を開始したとの報告もある。乾燥したイシクラゲの群体にはトレハロースが蓄積されており、細胞外多糖と共に極限的な乾燥耐性に深く関わっていると考えられている。またイシクラゲは、紫外線吸収物質であるマイコスポリン様アミノ酸 (MAA) やスキトネミンを多く含む。湿度の高い日に踏むと滑る。
細胞糸は湾曲している（上図2c）。群体周縁部では各細胞糸の鞘は明瞭、黄褐色でときに層状。細胞糸を構成する細胞は球形から短樽形、直径4-6マイクロメートル (µm)。異質細胞（ヘテロシスト）は球形、直径 6–7 µm（上図2c）。アキネート（耐久細胞）はふつう見られないが、1例のみ報告されている（栄養細胞と同大、壁は平滑で無色）。

## 分布・生態

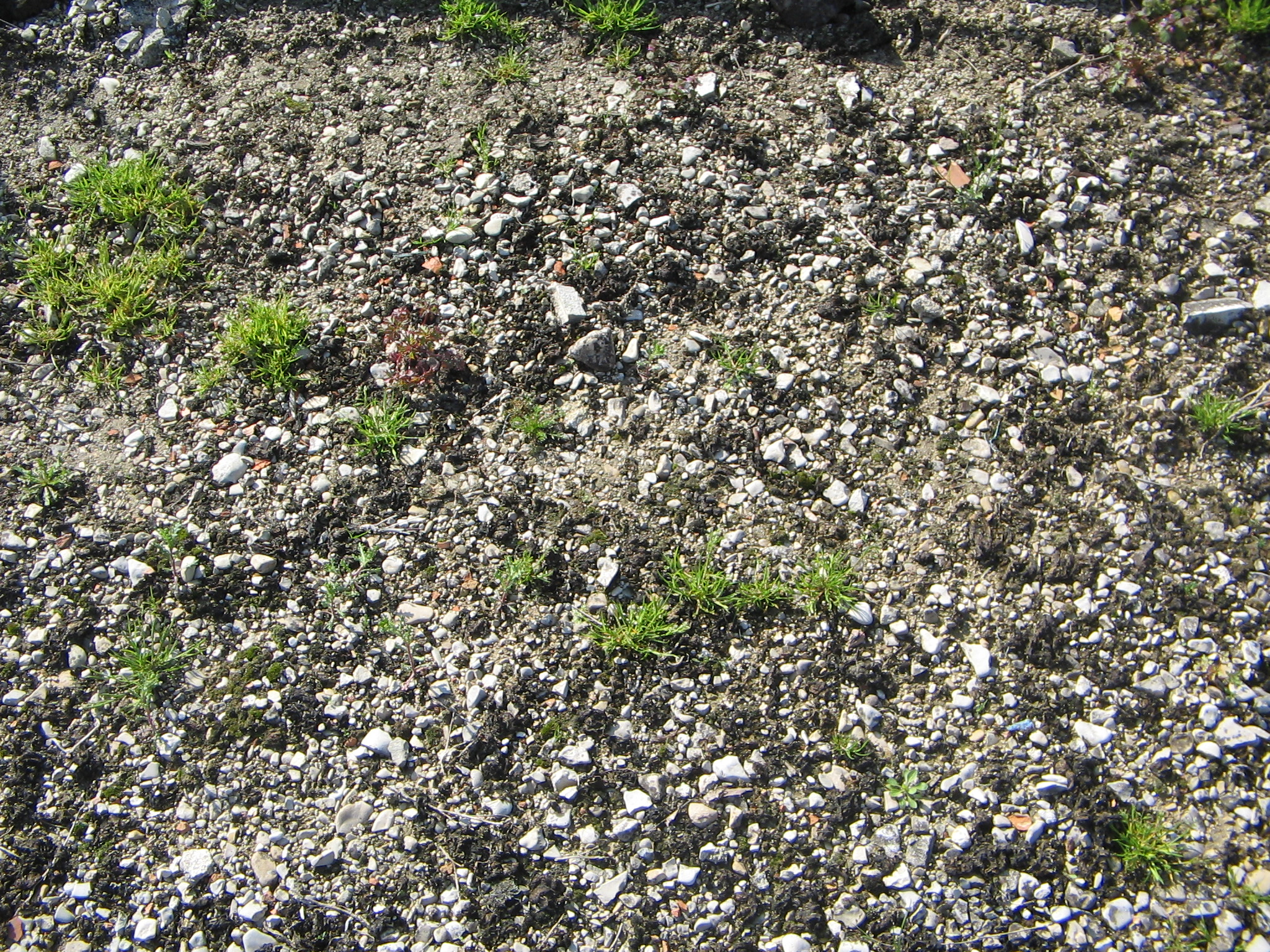
3. 黒い部分が乾燥したイシクラゲ

世界中に分布しており、北米、南米、ヨーロッパ、アフリカ、中東、南アジア、東アジア、東南アジア、オーストラリア、ニュージーランド、南極、北極圏（スヴァールバル諸島、エルズミア島など）、大西洋（マルティン・ヴァス諸島）、インド洋（(ロドリゲス島）、太平洋（フランス領ポリネシア、ハワイ）などから報告されている。日本でも北海道、本州、四国、九州、沖縄に広く分布する。
土壌や芝生、コンクリートの表面などに生育し、庭や公園、運動場、路傍、耕作地などでよく見られる（図3）。日本では特に梅雨時に多く生じて目立ち、ワカメに例えられることが多い（褐藻類であるワカメとは系統的には全く遠縁である）。 

## 人間との関わり
| 表1. イシクラゲ (乾燥品) の成分表 (%) |      |
| 水分                                  | 16.6 |
| タンパク質                            | 19.6 |
| 脂質                                  | 0.1  |
| 糖質                                  | 55.2 |
| 灰分                                  | 5.5  |

イシクラゲは、日本を含む世界各地で食用とされることがある。日本では、ときに炒め物や天ぷら、佃煮、味噌和え、酢の物、味噌汁などにして食される。懐石料理に使われることもある。中国では、イシクラゲは広く市販されている。
イシクラゲは、コレステロール上昇抑制、細菌感染防御作用、抗菌作用、抗酸化作用などの生理活性をもつことが報告されている。
藍藻の中には有毒な種も多いが、イシクラゲからは毒は見つかっておらず、また長い食経験からも問題は報告されていない。
また、近縁種である同属の髪菜（Nostoc flagelliforme）や葛仙米（N. sphaeroides）、アシツキ（N. verrucosum）も食用とされる。
一方、庭やゴルフ場などでイシクラゲが大量に発生し、美観を損ねて問題視されることもある。

## 分類
| 遺伝型 | マイコスポリン様アミノ酸              |
| A      | 7-O-(β-arabinopyranosyl)-porphyra-334 |
| B      | glycosylated nostoc-756               |
| C      | nostoc-756                            |
| D      | glycosylated palythine-threonine      |

イシクラゲが分類学的に認識された当初（18世紀前半）には、外見的類似性からキクラゲの1種として扱われていた。その後、藻類として認識されるようになり、イシクラゲをもとにネンジュモ属が提唱された。イシクラゲはネンジュモ属のタイプ種である。
分子系統学的研究からはイシクラゲが非単系統群であることが示されており、分類学的な再編成が必要であると考えられている。日本からは少なくとも4つの遺伝型が認識されており、マイコスポリン様アミノ酸 (MAA) の違いと対応することが報告されている（表2）。